# Катанійський університет
Катанійський університет (італ. Università degli Studi di Catania) — університет в італійському місті Катанія, основний університет Сицилії. Заснований в 1434 році, налічує близько 53400 студентів.
Входить в асоціацію середземноморських університетів UNIMED.

## Структура
В університеті було утворено 12 факультетів:
- Сільськогосподарський
- Архітектурний
- Економічний
- Фармакологічний
- Юридичний
- Інженерний
- Літератури і філософії
- Іноземних мов та іноземної літератури
- Медичний
- Педагогічний
- Математичних, фізичних та природничих наук
- Політології

З 2012 року з реформою Джельміні внутрішня структура університету змінилася і факультети були перетворені в 22 відділення.